# Секешень (комуна)
Секешень, Секешені (рум. Săcășeni) — комуна у повіті Сату-Маре в Румунії. До складу комуни входять такі села (дані про населення за 2002 рік):
- Кеджа (237 осіб)
- Секешень (1100 осіб) — адміністративний центр комуни

Комуна розташована на відстані 428 км на північний захід від Бухареста, 37 км на південний захід від Сату-Маре, 104 км на північний захід від Клуж-Напоки.

## Населення
За даними перепису населення 2002 року у комуні проживали 1337 осіб.
Національний склад населення комуни:
| Національність | Кількість осіб | Відсоток |
| -------------- | -------------- | -------- |
| угорці         | 658            | 49,2%    |
| румуни         | 509            | 38,1%    |
| цигани         | 161            | 12,0%    |
| словаки        | 9              | 0,7%     |

Рідною мовою назвали:
| Мова      | Кількість осіб | Відсоток |
| --------- | -------------- | -------- |
| угорська  | 662            | 49,5%    |
| румунська | 571            | 42,7%    |
| циганська | 94             | 7,0%     |
| словацька | 10             | 0,7%     |

Склад населення комуни за віросповіданням:
| Релігія        | Кількість осіб | Відсоток |
| -------------- | -------------- | -------- |
| реформати      | 632            | 47,3%    |
| православні    | 631            | 47,2%    |
| римо-католики  | 47             | 3,5%     |
| адвентисти     | 10             | 0,7%     |
| греко-католики | 6              | 0,4%     |
| п'ятдесятники  | 2              | 0,1%     |
| баптисти       | 2              | 0,1%     |
| старообрядці   | 2              | 0,1%     |